# Cucchiaro
Cucchiaro war ein italienisches Volumenmaß für Getreide und Flüssigkeiten auf Sardinien. Der angegebene Coppo war im Herzogtum Lucca eigentlich ein Ölmaß und wurde oft mit dem Copello verwechselt.
- 1 Cucchiaro = 0,12 Liter (= 0,167 Liter[1])
- 1 Copello = 20 Cucchiaro[2] = 120 ¾ Pariser Kubikzoll = 2 2/5 Liter[3]
- 24 Cucchiari = 1 Coppo (Copello ?) = 2,876 Liter
- 138 Cucchiari = 1 Eimer[1]
- 690 Cucchiari = 1 Sacco[1] = 40 Coppi = 115,028 Liter[4]